# O’Neil Place
O’Neil Place – obszar niemunicypalny w hrabstwie Mendocino, w Kalifornii (Stany Zjednoczone), na wysokości 1562 m.